# Неевклідова геометрія

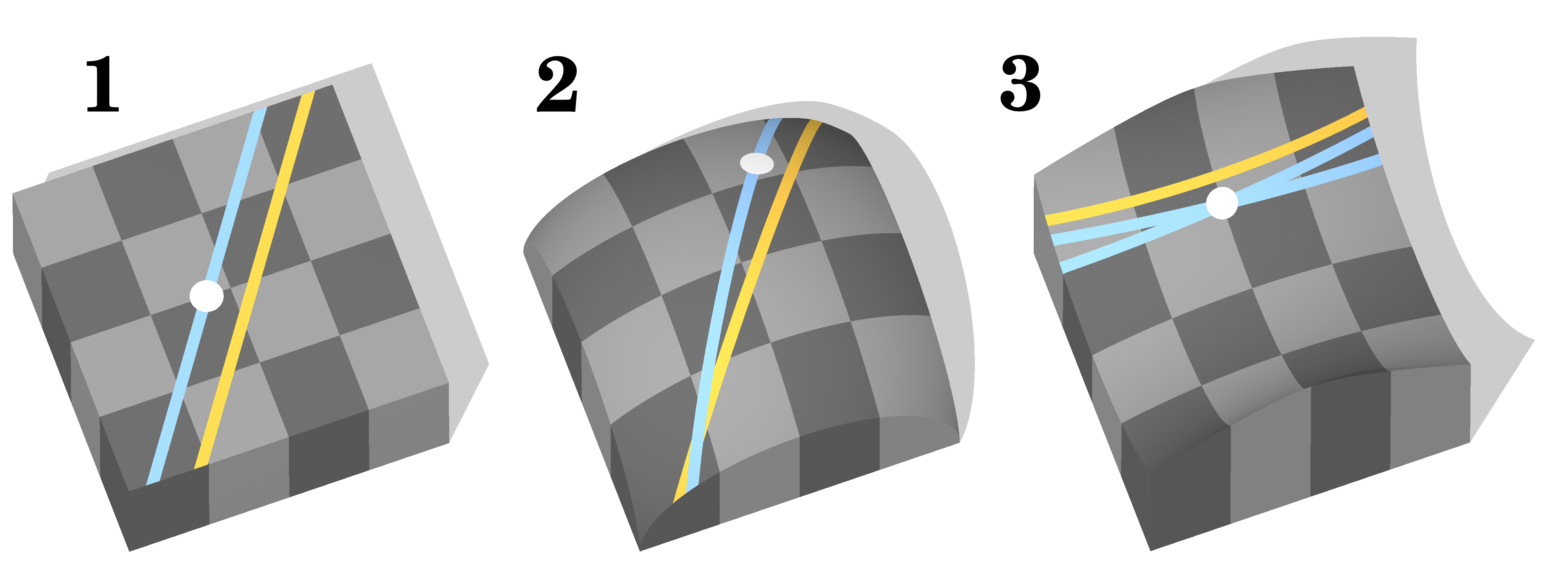
На поверхні зображена жовтим пряма ℓ і білим точка A, яка не належить прямій. Блакитні прямі проходять через A і, якщо це можливо, не перетинають ℓ.

Поведінка прямих, які мають спільний перпендикуляр у трьох геометріях.

Порівняння еліптичної, евклідової та гіперболічної геометрій

Неевклідова геометрія — у буквальному розумінні — будь-яка геометрична система, відмінна від геометрії Евкліда; проте традиційно термін «Неевклідова геометрія» застосовується у вужчому сенсі й стосується лише двох геометричних систем: гіперболічної геометрії й сферичної геометрії. Як і евклідова ці геометрії належать до метричних геометрій тривимірного простору постійної секційної кривини. Нульова кривина відповідає евклідовій геометрії, додатна — сферичній, від'ємна — гіперболічній геометрії.
Суттєва різниця між метричними геометріями описується існуванням паралельних прямих. П'ятий постулат Евкліда або аксіома про паралельні прямі стверджує, що у двовимірній площині для будь-якої заданої прямої ℓ та точки A, яка не належить ℓ, існує рівно одна пряма, яка проходить через A і не перетинає ℓ. У гіперболічній геометрії, навпаки, через A проходить нескінченно багато прямих, які не перетинають ℓ. Тоді як в еліптичній геометрії будь-яка пряма, що проходить через A, перетинає ℓ (тобто, паралельних прямих у цій геометрії взагалі не існує).
Інший спосіб описати різницю між цими геометріями полягає в тому, щоб розглянути дві прямі, які перпендикулярні до третьої прямої:
- В евклідовій геометрії дві прямі залишаються на постійній відстані одна від одної (перпендикуляр, проведений до першої прямої в будь-якій її точці, перетне другу пряму, і довжина відрізка, який з'єднує точки перетину, є постійною). Такі прямі відомі як паралелі.
- У гіперболічній геометрії дві прямі, перпендикулярні до третьої, «розбігаються» одна від одної, віддаляючись, якщо рухатись від точок перетину із загальним перпендикуляром[джерело?].
- В еліптичній (сферичній) геометрії такі прямі поступово «наближаються» одна до одної і врешті-решт — перетинаються.